# Нил Синайський
Нил або Нил Синайський (лат. Nilus; грец. Νείλος;  друга половина IV ст., Анкіра, Галатія — близько 450, Синай, Єгипет), відомий теж як Нил Посник, Нил Старший — синайський чернець та пустельник, великий святий-подвижник, шанований як і в католицькій так і в православній церквах. Походив з Галатії (нині центральна Туреччина), автор філософсько-теологічних трактатів та численних листів.

## Життєпис
Під час навчання у Константинополі, Ніл став учнем Івана Золотоустого. Завдяки високому походженню і власним достоїнствам став префектом столиці. Та його дух противився суєті столичного життя. Тож домовившись з дружиною, з якою мав уже двоє дітей, покинув світ, щоби в усамітненні йти шляхом спасіння. Взявши зі собою сина Теодула, у 390 році Ніл оселився на Синаї, а його дружина з донькою знайшли собі притулок у єгипетській жіночій обителі.
У Синайській пустелі преподобний Нил жив дуже суворо. Разом із сином викопали собі печеру і, мешкаючи в ній живилися дикими гірськими рослинами. Весь же свій час вони молилися, вивчали Біблію, роздумували про Бога і працювали. На Синаї Ніл прожив 60 літ і помер близько 450 року.
Його пам'ять церква спогадує 12 листопада та 13 січня. Святі мощі преподобного Ніла перенесли за Юстина Молодшого до Константинопольського храму святих Апостолів.

## Джерело та твори
- (укр.) Духовна спадщина Святих Отців. Том 5. Святі преподобні отці Йоан Касіян, Єзихій Єрусалимський, Ніл Синайський. Львів, Видавництво "Місіонер", 2004 (біографія та збірка творів преподобного Ніла Синайського на ст. 220 - 336).